# عرب گاومیشی
عرب گاومیشی، روستایی از توابع بخش جره و بالاده شهرستان کازرون در استان فارس ایران است. شغل عمده مردم کشاورزی است که در کنار دریاچه پریشان قرار گرفته است و به زبان عربی صحبت میکنند.

## جمعیت
این روستا در دهستان فامور قرار دارد و بر اساس سرشماری مرکز آمار ایران در سال ۱۳۸۵، جمعیت آن ۱٬۲۹۲ نفر (۲۹۳خانوار) بوده‌است.